# 真鍋博
真鍋 博（まなべ ひろし、1932年7月3日 - 2000年10月31日）は、日本のイラストレーター、アニメーター、エッセイスト。日本SF作家クラブ会員。

## 略歴
愛媛県宇摩郡別子山村（現・新居浜市）にて村の助役の家庭に生まれ、3歳のとき父の住友金属鉱山入社に伴い新居郡中萩村（現・新居浜市）に転居。
愛媛県立新居浜西高等学校を経て、1954年、多摩美術大学油画科卒業後、東京都の教員（地方公務員）として採用され港区立赤坂中学校に美術教師として勤務。多摩美術大学大学院美術研究科修了。
当初は油彩画が活動の中心であった。抽象的で洗練された画風を得意とし、星新一、筒井康隆などのSF小説の挿絵を多く描いた。特に、星新一については名コンビと称され、『悪魔のいる天国』のように、版が変わるごとに新たに多数のイラストを書きおろすようなこともやっている。星の小説のために描いた挿絵からセレクトした『真鍋博のプラネタリウム』もある。また、アガサ・クリスティの小説、桃源社版江戸川乱歩全集（近年復刻）のカバーなども担当している。
モルデカイ・ロシュワルト『レベル・セブン』（彌生書房）のカバー・挿絵にて、1960年に講談社さしえ賞を受賞。初期の風刺作品は「漫画」と受け取られ、1962年、第8回文藝春秋漫画賞の候補となる。この時の受賞は長谷川町子『サザエさん』であり、比較して「難解」と評された。
未来画も得意で、1960年代までの「ばら色の未来」が信じられていた時代は、多くのファンタジックな未来社会についての絵を描いた。
他の著作として、奇想天外な発明を画にした『超発明』『有人島』や、文明批評関連のエッセイ集もある。
かつては個人アニメーションを制作しており、久里洋二・柳原良平と、1960年に「アニメーション三人の会」を結成し、草月ホールで定期的に上映会を行っていた。
真鍋の作品の多くは、生前から郷里の愛媛県美術館に寄贈され、死後の2001年7月「真鍋博回顧展」が開催された。
21世紀をこの目で見たいと、後年は健康に気を使っており、自身の未来のイメージは、人と自然が共存する世界だろうと語っていた。
1997年にはスピッツのシングル『夢じゃない』のジャケットイラストを手掛けた。

## 親族
- 弟は平凡社で雑誌『太陽』の編集長をつとめた真鍋喬。
- 長男の真鍋真（まなべ　まこと、1959年12月12日 - ）は古生物学者で国立科学博物館  分子生物多様性研究資料センター・センター長 。日本における恐竜研究の第一人者である。
- 次男の真鍋由はテレビ朝日報道部記者（元同局アナウンサー）。

## 著書
- 食民地ニッポン 真鍋博漫画集[3] 昭森社, 1957
- 寝台と十字架 : 真鍋博漫画集 ユリイカ, 1958
- 棗を喰った話 関根弘,真鍋博 亜紀社, 1958
- 動物園 第1  ユリイカ, 1959
- 愛媛の昔語り 朝日出版, 1960
- 星をたべた馬 岩崎書店, 1965
- 絵でみる20年後の日本  日本生産性本部, 1966
- 英単語記憶術 岩田一男文、真鍋博絵 光文社, 1967
- 英絵（えいえ）辞典 岩田一男文、真鍋博絵 光文社, 1968　のち『英絵辞典: 目から覚える6000単語』としてちくま文庫、2017年
- 鳥の眼 毎日新聞社, 1968　のち『新装版 真鍋博の鳥の眼 タイムトリップ日本60'S』として毎日新聞出版から再刊、2019年
- 英熟語記憶術 岩田一男文、真鍋博絵 光文社, 1969
- 2001年の日本 加藤秀俊,真鍋博 朝日新聞社, 1969
- 首都圏・昭和60年 東京・千葉・茨城・栃木・群馬・埼玉・神奈川・山梨の未来実像 日本生産性本部編、真鍋博画 日本生産性本部, 1969
- 真鍋博のエキスポフアンタジー 講談社, 昭和45
- 海洋の設計 加藤辿文、真鍋博画 日本生産性本部, 1970
- 自動車じどうしゃ 主婦と生活社, 1971
- 超発明  講談社, 1971　のち、『超発明 想像力への挑戦』としてちくま文庫、2014年
- ぼくの家庭革命 文藝春秋, 1971
- 真鍋博の複眼人間論 実業之日本社, 1971
- ひとり旅教育  文藝春秋, 1971
- 有人島 講談社, 1972
- 未来行列車に乗って 文化出版局, 1973
- 自転車讃歌 ぺりかん社, 1973
- たびたびの旅 文藝春秋, 1974
- 歩行文明 PHP研究所, 1974　のち中公文庫、1985年
- 道徳教育・この人と語る 明治図書出版, 1975
- 真鍋博Original 1975 講談社, 1975
- 真鍋博の植物園 中央公論社, 1976
- 真鍋博の昆虫記  中央公論社, 1976
- 思考の憶え描き  早川書房, 1976
- わが社のマーク100選 その由来面白事典 真鍋博編 ロングセラーズ, 1977.4
- 生き方発見の旅 文藝春秋, 1977.6
- 21世紀ものがたり 福島正実著 真鍋博絵 岩崎書店, 1977.2
- イラストからの発想  PHP研究所, 1978.2
- アジア・オセアニアの旅  文藝春秋, 1979.4　のち『異文化圏遊泳―アメリカ・中東・中南米』に改題して中公文庫、1985年
- 真鍋博の線の画集 平凡社, 1979.9
- マグロ・サワガニ・ヤマメ紀行 冬樹社, 1981.4
- 真鍋博の発想交差点 実業之日本社, 1981.3　のち『発想交差点』に改題して中公文庫、1984年
- 真鍋博ティータイム七五話 毎日新聞社, 1982.6
- 真鍋博のプラネタリウム 真鍋博絵,星新一編 新潮社（新潮文庫）, 1983.10　のちちくま文庫、2013年
- 真鍋博オリジナル'85 講談社, 1984.7
- 快適学への発想  ぎょうせい, 1988.8
- 遊々ウォーキング 同文書院, 1989.11
- 真鍋博の世界 イラストによる夢、希望、そして祈り 池田20世紀美術館 1996
- 「真鍋博展」図録  朝日新聞社, 2004
- 真鍋博の植物園と昆虫記 筑摩書房 ちくま文庫 2020
- 真鍋博の世界 : Hiroshi Manabe Works 1932-2000 真鍋博 [画], 愛媛県美術館 監修 パイインターナショナル 2020
- 真鍋博 本の本 = Hiroshi Manabe Book of Books 五味俊晶 編著 パイインターナショナル 2022

## 評価
- 「没後20年　真鍋博2020」 開催期間：2020年10月1日(木)〜2020年11月29日(日)、愛媛県美術館[4]